# 頭髮交替規則
頭髮交替規則或稱禿頭交替規則（俄语：Лысый–волосатый）是一個關於俄羅斯（包括蘇聯及之前的俄羅斯帝國）最高領導者的笑話，指的是從1825年即位的尼古拉一世到如今的俄羅斯的最高領導人中，頭髮稀疏者與頭髮茂密者交替出現的現象。典型的例子包括尼古拉一世（禿）與其子亞歷山大二世（不禿）、列寧（禿）與斯大林（不禿）、以及普丁（禿）與梅德維傑夫（不禿）。

## 定義
在最近2個世紀，關於蘇聯與俄羅斯的最高領導者都存在如下的规律：「頭髮稀疏」（禿頭）的領導人與「頭髮茂密」（不禿）的領導人輪流執政。此规律於原蘇共中央總書記约瑟夫·斯大林去世後曾有過短時期的例外，即1953年至1955年間擔任苏联部长会议主席的格奥尔基·马林科夫就與他的前任史達林一樣劃分到「頭髮茂密」一邊，但由於他擔任蘇聯最高領導人之後不久就陷入與拉夫连季·帕夫洛维奇·贝利亚和尼基塔·赫鲁晓夫的權力鬥爭，所以在此規則中通常不包括馬林科夫，或是在其之前加入貝利亞。
该列表的另一个例外是李沃夫王公和克伦斯基，这两人在1917年担任俄罗斯最高领导人的时候，头发都很茂密。但由于俄国临时政府的过渡性质，因此该规则一般也不将他们计算在内。
如果算上代理国家元首的话，还有一个特例：亚历山大·鲁茨科伊——头发茂密的他在1993年俄罗斯宪政危机中曾接替同样头发茂密的叶利钦。

打破头发交替规则的俄国领导人
接替斯大林的马林科夫，其头发同上任领导人一样茂密。
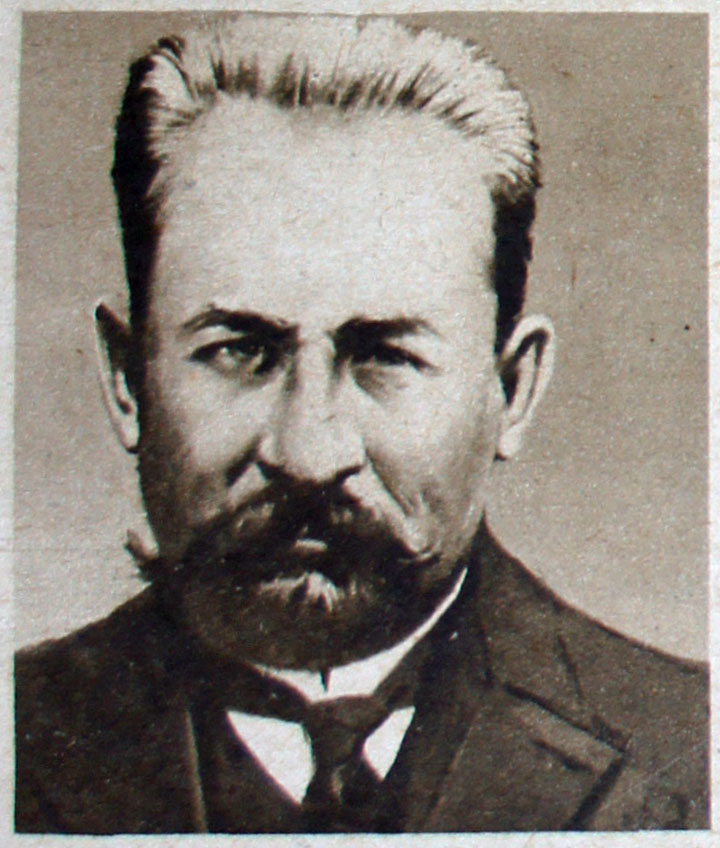
1917年，接替尼古拉二世的李沃夫王公，其头发同上任领导人一样茂密。
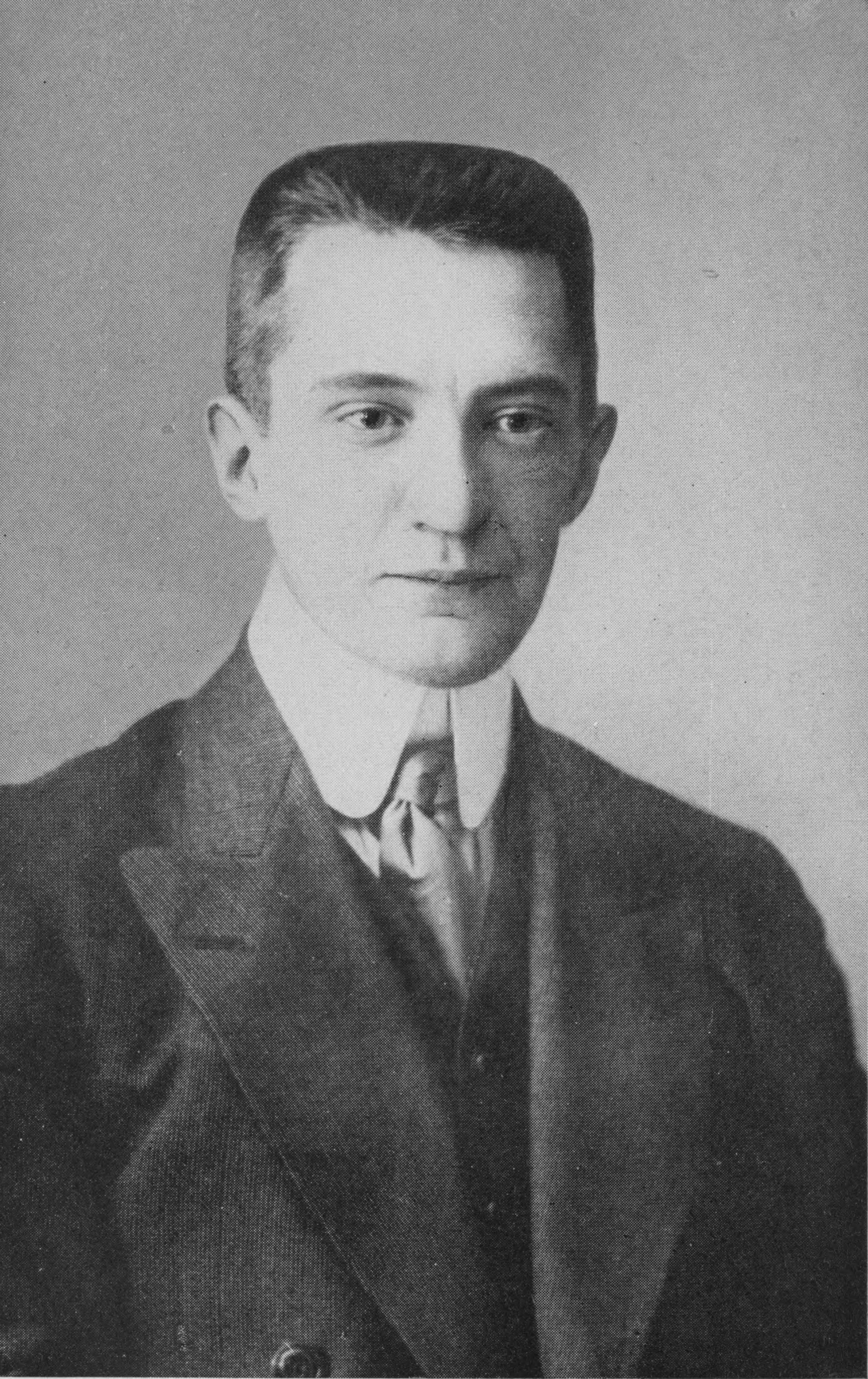
1917年，接替李沃夫王公的克伦斯基，其头发同上任领导人一样茂密。
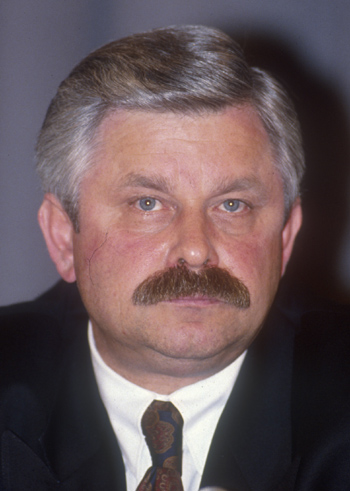
接替叶利钦的鲁茨科伊，其头发同上、下任领导人一样茂密。

| 頭髮稀疏的領導人                  | 肖像 | 頭髮茂密的領導人                  | 肖像 |
| --------------------------------- | ---- | --------------------------------- | ---- |
| 尼古拉一世 （1825–1855）          |      | 亞歷山大二世 （1855–1881）        |      |
| 亞歷山大三世 （1881–1894）        |      | 尼古拉二世 （1894–1917）          |      |
| 弗拉基米尔·列宁 （1917–1924）     |      | 约瑟夫·斯大林 （1924–1953）       |      |
| 尼基塔·赫鲁晓夫 （1953–1964）     |      | 列昂尼德·勃列日涅夫 （1964–1982） |      |
| 尤里·安德罗波夫 （1982–1984）     |      | 康斯坦丁·契尔年科 （1984–1985）   |      |
| 米哈伊尔·戈尔巴乔夫 （1985–1991） |      | 鲍里斯·叶利钦 （1991–1999）       |      |
| 弗拉基米尔·普京 （2000–2008）     |      | 德米特里·梅德韦杰夫 （2008–2012） |      |
| 弗拉迪米爾·普丁 （2012至今）      |      |                                   |      |

## 使用
這則笑話被認為是在布里茲涅夫執政時期開始廣為流傳，最開始僅是追溯到列寧，後經作家弗拉基米爾·伊凡諾維奇·薩夫琴科的完善追溯到了尼古拉一世。1990年代中期以後，這個題材常出現在諷刺漫畫或政治評論中。例如一些人開始半開玩笑地預測久加諾夫會在1996年俄羅斯總統選舉中獲勝，因為他是個禿子。又例如：
“禿、不禿、禿、不禿、禿、不禿——這就是我們選擇領導人的方法”，當我問我在聖彼得堡的朋友她去沒去參加總統選舉投票時，她這樣回應我：“想想看：列寧是個禿頭，而史達林不禿；赫魯雪夫是個禿頭，而布里茲涅夫不禿；戈巴契夫是個禿頭，而葉爾辛不禿——既然普丁是個禿頭，那麼梅德維傑夫一定會勝出。”

## 其他關於國家領導人的交替規則

### 男女交替規則
從1682年至1801年之間，俄國皇帝嚴格遵循“男女交替規則”：彼得一世、叶卡捷琳娜一世、彼得二世、安娜、伊凡六世、伊莉莎白、彼得三世、叶卡捷琳娜二世、保羅一世。而於保羅一世之後即位的亞歷山大一世打破了這一規則。如果考慮到彼得一世之前伊凡五世之時其實是由其姊索菲婭攝政，則此規則可追溯到费奥多尔三世即位的1676年。

## 外部連結
- （俄文）. .   [2015-02-08]. （原始内容存档于2020-04-26）.
- （俄文）. .   [2015-02-08]. （原始内容存档于2020-08-05）.
- （俄文）. . .   [2015-02-08]. （原始内容存档于2000-05-11）.